# マノ川
マノ川（マノがわ、英語:Mano River）は、西アフリカを流れる川。ギニア国境に近いリベリア東部の高原に端を発し、シエラレオネとリベリアの国境をなしながら大西洋へと注ぎ込む。この地域にはダイヤモンドの鉱山が多く、またリベリアやシエラレオネの首都から遠く離れているため統治が及びにくく、シエラレオネ内戦やリベリア内戦時にはこの地域が両国の反政府勢力の根拠地の一つとなった。
1973年にリベリアとシエラレオネで結成された経済連合は、この川の名前を取りマノ川同盟と命名された。2007年にはリベリアとシエラレオネとを結ぶ橋が開通した。